# 南唐乡
南唐乡，是中华人民共和国山西省临汾市翼城县下辖的一个乡镇级行政单位。

## 行政区划
南唐乡下辖以下地区：
南唐村、云唐村、桥坡村、东唐村、北唐村、北史村、符册村、凡店村、凡牛村、下阳村、河云村、西下坪村、东下坪村、南丁村、常册村、晓史村和原村。